# Читерна
Читерна (итал. Citerna) је насеље у Италији у округу Перуђа, региону Умбрија.
Према процени из 2011. у насељу је живело 299 становника. Насеље се налази на надморској висини од 465 м.

## Становништво
Према резултатима пописа становништва 2011. у општини је живело 3.458 становника.
| 1936. | 1951. | 1961. | 1971. | 1981. | 1991. | 2001. | 2011. |
| ----- | ----- | ----- | ----- | ----- | ----- | ----- | ----- |
| 2.935 | 3.188 | 3.031 | 2.736 | 2.824 | 2.900 | 3.131 | 3.458 |